# Stalag Luft II
Stalag Luft II (niem. Kriegsgefangenenlager 2 der Luftwaffe, Kriegsgefangenenlager 2 d. Lw, Litzmannstadt) – niemiecki obóz jeniecki dla lotników rosyjskich istniejący od 1 lutego 1941 do 1 września 1944 roku w Litzmannstadt (niemiecka nazwa Łodzi).

## Zarys dziejów
| Data                                                                                         | Stan osobowy stalagu |
| 1942                                                                                         | 1942                 |
| -------------------------------------------------------------------------------------------- | -------------------- |
| 1 lutego                                                                                     | 427                  |
| marzec                                                                                       | brak danych          |
| 1 kwietnia                                                                                   | 448                  |
| 1 maja                                                                                       | 492                  |
| 1 czerwca                                                                                    | 566                  |
| lipiec                                                                                       | brak danych          |
| 1 sierpnia                                                                                   | 606                  |
| 1 września                                                                                   | 382                  |
| 1 października                                                                               | 504                  |
| 1 listopada                                                                                  | 961                  |
| 1 grudnia                                                                                    | 753                  |
| 1943                                                                                         |                      |
| 1 stycznia                                                                                   | 528                  |
| 1 lutego                                                                                     | 810                  |
| 1 marca                                                                                      | 720                  |
| 1 kwietnia                                                                                   | 788                  |
| 1 maja                                                                                       | 712                  |
| 1 czerwca                                                                                    | 714                  |
| lipiec                                                                                       | brak danych          |
| 1 sierpnia                                                                                   | 938                  |
| 1 września                                                                                   | 1031                 |
| 1 października                                                                               | 1052                 |
| listopad                                                                                     | brak danych          |
| 1 grudnia                                                                                    | 766                  |
| 1944                                                                                         |                      |
| 1 stycznia                                                                                   | 758                  |
| 1 lutego                                                                                     | 627                  |
| marzec                                                                                       | brak danych          |
| 1 kwietnia                                                                                   | 748                  |
| 1 maja                                                                                       | 799                  |
| 1 czerwca                                                                                    | 845                  |
| 1 lipca                                                                                      | 841                  |
| według raportów OKW przekazywanych do centrali Międzynarodowego Czerwonego Krzyża w Genewie. |                      |

Stalag był położony na terenie XXI Okręgu Wojskowego OKW (Oberkommando der Wehrmacht; Naczelnego Dowództwa [Niemieckich] Sił Zbrojnych, które sprawowało nadzór nad wszelkimi sprawami jenieckimi na obszarze Rzeszy oraz na terenach Generalnego Gubernatorstwa, Komisariatów Rzeszy na Wschodzie a także w Norwegii, Belgii i okupowanej części Francji), administrowany przez Luftwaffe, która posiadała swoją nieliczną sieć obozów dla jeńców-lotników.
Funkcjonował od 1 lutego 1941 do 1 września 1944 roku w dzielnicy Litzmannstadt – Erzhausen (rejon Łodzi o nazwie Ruda Pabianicka, na południowo-zachodnim obszarze miasta), w kwartale obecnych ulic: Odrzańskiej (niem. Wallensteinerstraße; od płd.-zach.), Retmańskiej (niem. Paracelsusweg; od płn.-zach.), Łopianowej (niem. Schwertbrüderstraße; od płn.-wsch.) i Zuchów (niem. Goldene Pforte; od płd.-wsch.).
Przed umieszczeniem w tym miejscu jeńców radzieckich, prawdopodobnie przebywali w nim krótko jeńcy francuscy. Dzienna liczba jeńców radzieckich wahała się w granicach od ok. 400 do nieco ponad 1000 osób.
W marcu 1942 roku jego komendantem był hauptmann Maldbenden a komendantem służby wartowniczej (Führer v. Dienst) Kirstein Kos.
Warunki panujące w obozie, w porównaniu z losem innych jeńców rosyjskich na przykład w obozach koncentracyjnych KL Auschwitz czy KL Mauthausen-Gusen, były umiarkowanie ciężkie. Poziom śmiertelności wymaga jeszcze szczegółowych badań, ale na pewno nie był masowy.
Ciała zmarłych jeńców grzebano początkowo w pobliżu obozu (najprawdopodobniej w lasku położonym za jego północnym ogrodzeniem), potem na cmentarzu prawosławnym „na Dołach”, przy ul. Telefonicznej. Mogiły te nigdy nie były zaznaczone i do dziś nie wiadomo w której części cmentarza się znajdują. Nie ma również wiadomości na ten temat parafia św. Aleksandra Newskiego w Łodzi, która jest jego administratorem. Starania byłego (do końca 2016 roku) Wojewódzkiego Komitetu Opieki nad Miejscami Walki i Męczeństwa w Łodzi mające na celu ustawienie na terenie cmentarza kamienia z ogólną tablicą pamiątkową podjęte na początku XXI z różnych przyczyn spełzły na niczym.
Część jeńców pracowała w łódzkich fabrykach włókienniczych lub przemysłu skórzanego (m.in. w fabryce „Gentelman” przy zbiegu obecnych ulic B. Limanowskiego i al. Włókniarzy; popularnie zwanej „gumówką”). Pracowali również przy budowie stacji przeładunkowej na Olechowie. W miejscach pracy, poza stacją na Olechowie gdzie było to niemożliwe, pomocy udzielali im Polacy, dając żywność i papierosy. Prawdopodobnie część z nich pracowała też przy budowie podziemnego szpitala (525 m², o kubaturze 1600 m³) dla pobliskiego lotniska „Lublinek” na rogu ul. Pabianickiej i ul. Ewangelickiej (zach. narożnik) i na pobliskim lotnisku wojskowym „Lublinek”.
Formalnie Stalag Luft II został zlikwidowany 1 września 1944 roku, gdy większość jeńców wywieziono do Stalagu Luft III w Żaganiu. W Łodzi pozostawiono tylko grupę chorych i niezdolnych do pracy, którzy w większości doczekali wyzwolenia 19 stycznia 1945 roku.
8 października 1944 roku w barakach stalagu została umieszczona na krótko grupa powstańców z Warszawy, których następnie wywieziono do Stalagu IV B–Zeithain w Zeithain.
Po zakończeniu okupacji niemieckiej w Łodzi (19 stycznia 1945 roku), około marca-kwietnia 1945 roku w barakach pozostałych po stalagu, umieszczono obóz dla niemieckich jeńców wojennych, który funkcjonował do około 1948 roku.
Teren obozu jest widoczny na niemieckich zdjęciach lotniczych wykonanych nad Łodzią w maju 1942 roku.

## Ucieczki
Prawdopodobnie pierwsza próba ucieczki miała miejsce na przełomie lat 1941/1942. Jej pierwszy etap trwał od grudnia 1941 do stycznia 1942 roku. W tym czasie grupa jeńców wykonała podkop spod niezamieszkałego bloku nr 14, stojącego przy północnym ogrodzeniu obozu, do niewielkiego lasu poza terenem stalagu znajdującego się w odległości ok. 25 m. Ucieczka miała nastąpić na wiosnę 1942 roku. Z powodu płytkości podkopu, w czasie wiosennej odwilży, robiący obchód strażnik zapadł się w niego. Niemcy znaleźli w nim rzeczy jednego z jeńców i tym tropem dotarli do organizatorów, w tym do Jurija Curkana (Юрий Цуркан; więziony w stalagu od 29 października 1941). Wszyscy zostali najpierw osadzeni w karcerze i poddani brutalnemu przesłuchaniu, a następnie wywiezieni do Stalagu Luft VI w Heidekrug w Prusach Wschodnich, w pobliżu dawnej granicy polsko-litewskiej. W 1967 roku Curkan opublikował swoje wspomnienia, m.in. z pobytu w Stalagu Luft II.
9 października 1942 roku miała miejsce udana ucieczka dwóch oficerów lotnictwa: Aleksandra Kuzniecowa i Arkadego Worozcowa. Uciekli nie z obozu, ale podczas pracy w jednej z łódzkich fabryk. Zbiegiem okoliczności natrafili na łódzkich komunistów z PPR, którzy zajęli się nimi. Z czasem, na miarę możliwości, pozostając cały czas w ukryciu, włączyli się do pracy konspiracyjnej, przede wszystkim przy redagowaniu „peperowskich” gazetek w oparciu o rosyjski nasłuch radiowy. Po kilku miesiącach, zagrożony aresztowaniem Kuzniecow został włączony do składu pierwszego łódzkiego oddziału partyzanckiego GL, znanego dziś pod nazwą „Promienistych”. Z nim wziął udział w potyczce pod Głownem 8 maja 1943, która zakończyła się rozbiciem oddziału. Ocalał dzięki pomocy mieszkańców wsi Stary Waliszew. Później, przy pomocy warszawskich komunistów, trafił do Warszawy i stąd do oddziałów partyzanckich na Lubelszczyźnie, gdzie doczekał wejścia Armii Czerwonej. Worozcow został aresztowany w Łodzi w końcu kwietnia 1943 roku. Po wielomiesięcznym śledztwie wysłano go do obozu koncentracyjnego Auschwitz, gdzie otrzymał numer 188 052. W lipcu 1944 został wywieziony w 400-osobowym transporcie do Mauthausen–Gusen k. Linzu w Austrii i tam dotrwał wyzwolenia obozu 5 maja 1945 roku.

## Powojenne śledztwa w sprawie obozu
Kwestia funkcjonowania obozów jenieckich na terenie Łodzi, w tym Stalagu Luft II, leżała i leży w kręgu zainteresowań Okręgowej Komisji Badania Zbrodni Hitlerowskich-Instytut Pamięci Narodowej w Łodzi. Tutaj też znajdują się materiały zebrane w trakcie prowadzonego śledztwa. Mają one jednak charakter raczej historyczny niż procesowy.
Pierwsze działania w sprawie Stalagu Luft II przeprowadzono w kwietniu 1948 roku. Przesłuchano wówczas osiem osób, ponadto dokonano oględzin terenu byłego obozu, sporządzono plany sytuacyjne oraz wykonano kilka zdjęć, po czym czynności przerwano. Wznowiono je po reaktywacji Okręgowej Komisji w Łodzi, nadając prowadzonemu śledztwu sygnaturę OKŁ, ds. 60/67, „Śledztwo dotyczące zbrodni popełnionych przez hitlerowców w latach 1941–1945 w obozie dla jeńców radzieckich w Łodzi”. Trwało ono do grudnia 1977 roku i zakończyło się zawieszeniem ze względu m.in. na: brak dalszych możliwości zbierania dowodów wnoszących nowe fakty, nieustalenie sprawców zbrodni wojennych i możliwość prowadzenia dalszych prac poza procesowo.

## Upamiętnienie
Teren byłego stalagu nie jest upamiętniony, choć zachowało się kilka jego budynków (m.in. budynek komendantury stalagu, Lager-Kommandantur, przy ul. Odrzańskiej 37). Podjęte w tej sprawie działania w styczniu 1989 r. przez Komitet Osiedlowy Nr 20 „Odrzańska” (ul. St. Dubois 10), przy akceptacji Wojewódzkiego Obywatelskiego Komitet Ochrony Pamięci Walki i Męczeństwa, nie zostały zrealizowane. Na początku 2014 roku została podjęta kolejna próba upamiętnienia tego miejsca, tym razem przez Obywatelski Komitet Upamiętnienia Obozu wyłoniony z Towarzystwa Przyjaciół Rudy Pabianickiej i z Klubu Towarzystwa Sympatyków Rudy Pabianickiej, mająca na celu ustawienie na rogu ul. Odrzańskiej i Zuchów kamienia ze stosowną tablicą pamiątkowo–informacyjną. Koordynatorem wstępnych działań organizacyjnych był Dział Historii Okupacji w Łodzi i Okręgu Łódzkim Muzeum Tradycji Niepodległościowych w Łodzi, który od lat gromadzi wszelkie informacje historyczne o tym obozie.
W zbiorach łódzkiego Muzeum Tradycji Niepodległościowych znajduje się rekonstrukcja planu obozu wykonana w 1961 roku przez mieszkańca tej okolicy oraz drewniany ozdobny talerz sygnowany „Stalag Luft 2 – Litzmannstadt – 1942”. Ponadto w zbiorach Działu II wojny światowej tego muzeum znajdują się nierejestrowane materiały dotyczące Saszy Kuzniecowa (przede wszystkim skany jego okupacyjnych dokumentów i zdjęć).
W rosyjskiej internetowej bazie „Memoriał” Ministerstwa Obrony Federacji Rosyjskiej, zawierającej nazwiska żołnierzy rosyjskich m.in. poległych podczas II wojny światowej, odnaleziono informacje dotyczące około 150 więźniów tego Stalagu wraz ze skanami ich kart osobowych.